# Декогеренция
Декогере́нция — процесс нарушения когерентности (от лат. cohaerentio — сцепление, связь), вызываемый взаимодействием квантовомеханической системы с окружающей средой посредством необратимого с точки зрения термодинамики процесса. Во время протекания этого процесса у самой системы появляются классические черты, которые соответствуют информации, имеющейся в окружающей среде.
Декогеренция постепенна, это не скачкообразный процесс.
С точки зрения квантовой теории декогеренция представляет собой схлопывание волновой функции в результате взаимодействия со средой.
Теория декогеренции имеет важное следствие: для макросостояния предсказания квантовой теории практически совпадают с предсказаниями классической теории.

## Общее описание
Декогеренция была выявлена при изучении проблемы наблюдателя за квантовой системой. Наблюдение за любым физическим объектом осуществляется в результате его взаимодействия с окружающей средой. (Например, чтобы видеокамера могла получить изображение некоего предмета, он должен быть освещён — фотоны, излучённые  источником света, отражаются от объекта, попадают в объектив и создают изображение на матрице сенсоров.) В случае наблюдения за квантовой системой воздействие фотонов изменяет состояние этой системы из-за того, что энергия воздействия сравнима с энергией самой системы. В частности, невозможно наблюдать за отдельным электроном, не изменив его состояние, поскольку при столкновении фотона и электрона они оба изменяют и свою энергию, и траектории. В начале XXI века были проведены эксперименты, которые показали, что волновая функция схлопывается не только при наблюдении за объектом, но и при любом взаимодействии квантовой системы с окружающей средой.[уточнить] В экспериментах с нагретыми крупными молекулами декогеренция происходит в результате излучения ими тепла (испускания «тепловых» фотонов) в окружающее пространство. В тех же экспериментах продемонстрирован постепенный переход системы от квантового состояния в классическое с увеличением взаимодействия системы со средой (чем больше температура молекулы, тем больше энергия излучаемых ей фотонов и меньше их длина волны, что позволяет более точно судить о положении нагретой молекулы в пространстве).
Декогеренция является одним из самых существенных технических препятствий на пути создания квантовых компьютеров. Для борьбы с декогеренцией разрабатываются, с одной стороны, различные методы изоляции квантовой системы, включая использование крайне низких температур и высокого вакуума, а с другой — введение в квантовые вычисления кодов, устойчивых к ошибкам, связанным с декогеренцией (обычно в таких схемах состояние логического кубита кодируется состоянием нескольких связанных физических кубитов).
В настоящее время физики-экспериментаторы могут удерживать атомы или отдельно взятые фотоны в состоянии суперпозиции на протяжении значительных периодов времени при условии, что взаимодействие с окружающей средой сведено до минимума. Однако, чем больше система, тем выше её подверженность внешним воздействиям. В крупных комплексных системах, состоящих из многих миллиардов атомов, декогеренция происходит почти мгновенно, и по этой причине кот Шрёдингера не может быть одновременно и мёртвым, и живым на каком-либо[уточнить] поддающемся измерению отрезке времени.
Процесс декогеренции является существенной составляющей мысленного эксперимента, предложенного Эрвином Шрёдингером, которым он хотел показать неполноту квантовой механики при переходе от субатомных систем к макроскопическим.